# Oblast Amoe Darja
De oblast Amoe Darja (Russisch: Амударьинская о́бласть Amoedarjanska oblast) was een oblast van de RSFSR. De oblast bestond van 1 oktober 1920 tot 27 oktober 1924. De oblast ontstond na de Russische Burgeroorlog en het gebied ging op in de Karakalpakse Autonome Oblast.

## Geschiedenis
De oblast Amu Darja ontstond uit het gebied van de oblast Syr Darja dat in 1819 opgegaan was in de Turkestaanse Autonome Socialistische Sovjetrepubliek. Tijdens de nationalistische politiek van de Sovjet-Unie in 1924 werd het gebied onderdeel van de Karakalpakse Autonome Oblast. 